# St. Anna (Twistringen)

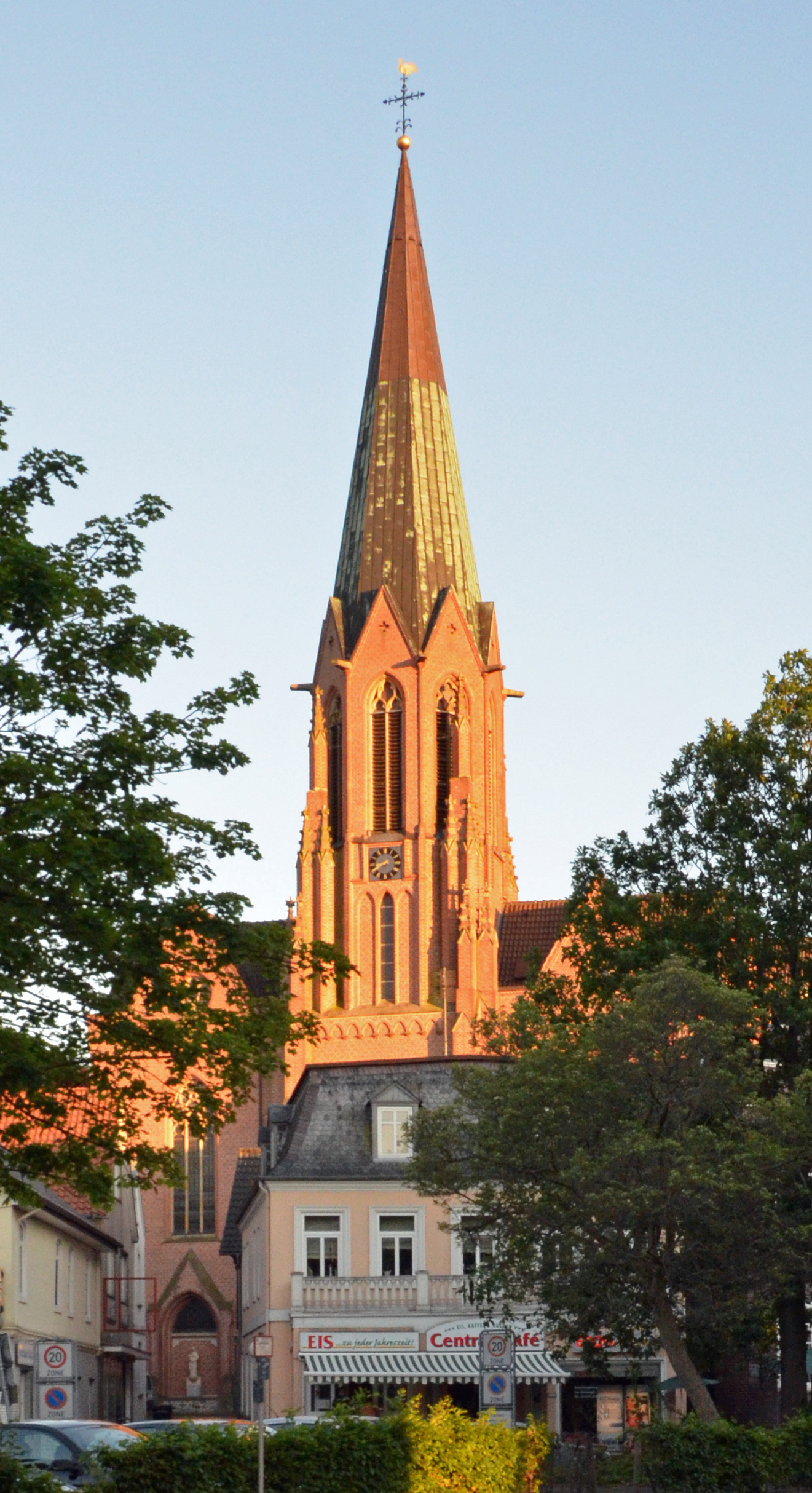
Sankt-Anna-Kirche

Die  Sankt-Anna-Kirche in Twistringen, Am Kirchhof 7, im Landkreis Diepholz ist eine neugotische katholische Kirche, die unter Denkmalschutz steht (Siehe auch Liste der Baudenkmale in Twistringen).

## Bauwerk
Die Pfarrkirche ist eine dreischiffige Hallenkirche  mit angedeutetem Querhaus als Backsteinbau und wurde 1870 geweiht. Die beiden Seitenschiffe sind mit Strebepfeilern gegliedert. Die Satteldächer sind giebelständig. Der Chor ist dreiseitig geschlossen.
Der mächtige, eingezogene, 56 Meter hohe, oktogonale Westturm mit einem spitzen Turmhelm steht über dem ersten Mittelschiffsjoch. Er ist das Wahrzeichen der Stadt. Die drei Westeingänge bilden eine Art Portalanlage. Das Nordquerhaus wurde durch einen neueren Anbau erweitert.
Im Inneren stützen Säulen die vier Joche. Der Hochaltar (Seling) und die Chorfenster stammen aus der Zeit um 1900. Der Taufbrunnen aus Bronze in Glockenform mit der Inschrift 13. Jahrhundert entstand um 1250. Das Ölbergbild stammt aus dem Spätbarock um 1700. Weitere Ausstattungsstücke sind das neue Tabernakel und die Apostelleuchter (Iserlohe, 1995).
Aufgrund von Asbestbelastung musste eine Kirchenerweiterung aus den 1960er Jahren zurückgebaut werden.

### Orgel

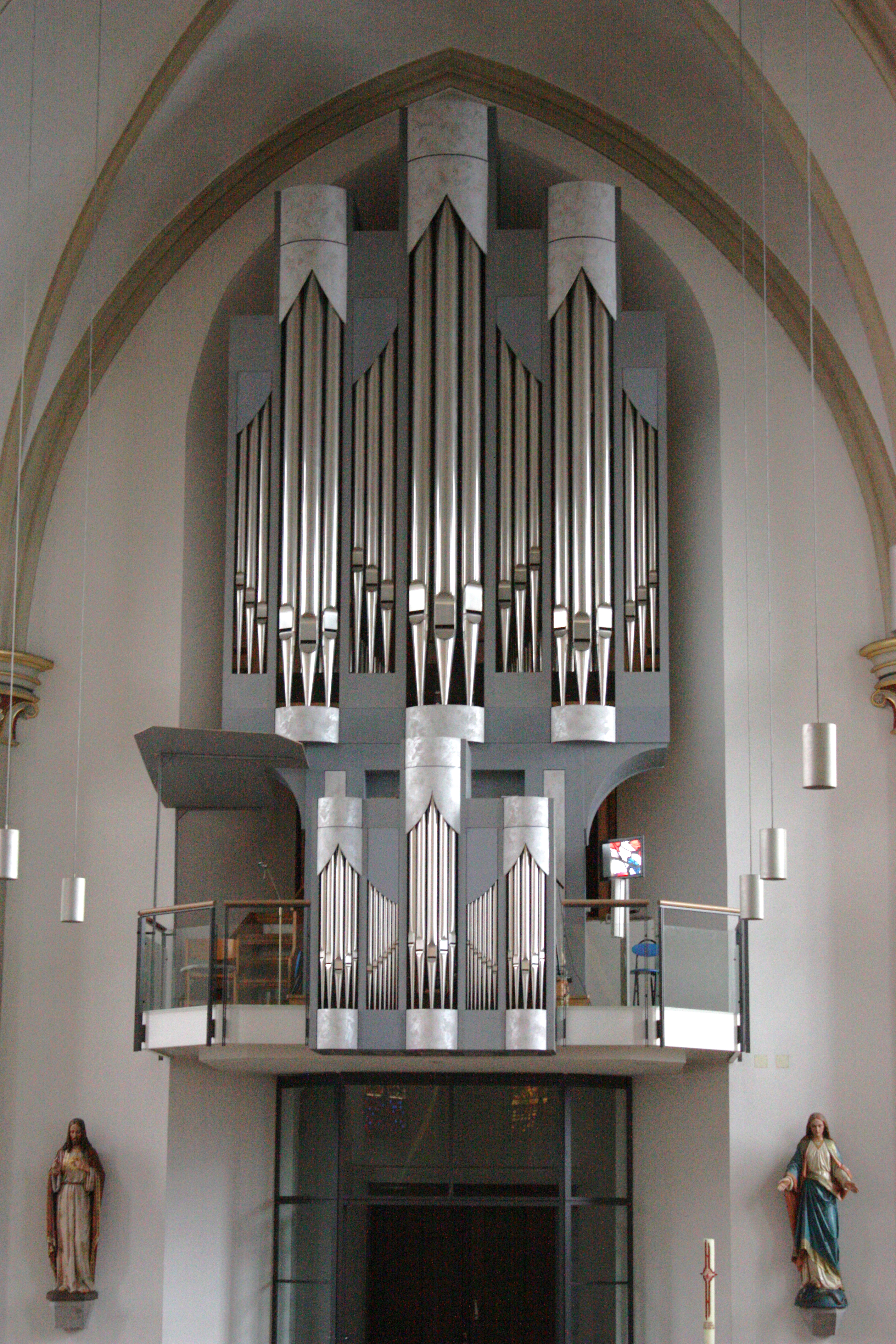
Orgel

Die Orgel wurde 1995 von der Orgelbauwerkstatt Michael Becker (Kupfermühle) nach dem Vorbild von Gottfried Silbermann gebaut, ohne ein bestimmtes Instrument zu kopieren. Sie hat 42 klingende Register auf drei Manualen und Pedal. Die Disposition lautet:
| I Rückpositiv C–g3 |            |        |
| 1.                 | Gedackt    | 8′     |
| 2.                 | Principal  | 4′     |
| 3.                 | Rohrflöte  | 4′     |
| 4.                 | Nasat      | 2 ⁄3′  |
| 5.                 | Oktave     | 2′     |
| 6.                 | Terz       | 1 3⁄5′ |
| 7.                 | Quinte     | 1 ⁄3′  |
| 8.                 | Sifflet    | 1′     |
| 9.                 | Mixtur III | 1′     |
| 10.                | Krummhorn  | 8′     |
|                    | Tremulant  |        |

| II Hauptwerk C–f3 |            |       |
| 11.               | Bordun     | 16′   |
| 12.               | Principal  | 8′    |
| 13.               | Rohrflöte  | 8′    |
| 14.               | Unda maris | 8′    |
| 15.               | Oktave     | 4′    |
| 16.               | Spitzflöte | 4′    |
| 17.               | Quinte     | 2 ⁄3′ |
| 18.               | Oktave     | 2′    |
| 19.               | Mixtur IV  | 2′    |
| 20.               | Cimbel III | 1 ⁄3′ |
| 21.               | Cornet V   | 8′    |
| 22.               | Trompete   | 8′    |

| III Oberwerk C–g3 |            |       |
| 23.               | Quintade   | 16′   |
| 24.               | Principal  | 8′    |
| 25.               | Gedackt    | 8′    |
| 26.               | Gamba      | 8′    |
| 27.               | Oktave     | 4′    |
| 28.               | Flöte      | 4′    |
| 29.               | Fugara     | 4′    |
| 30.               | Oktave     | 2′    |
| 31.               | Flageolett | 1′    |
| 32.               | Mixtur IV  | 1 ⁄3′ |
| 33.               | Cornet III | 2 ⁄3′ |
| 34.               | Vox Humana | 8′    |
|                   | Tremulant  |       |

| Pedalwerk C–f1 |           |       |
| 35.            | Principal | 16′   |
| 36.            | Subbass   | 16′   |
| 37.            | Oktavbass | 8′    |
| 38.            | Oktave    | 4′    |
| 39.            | Mixtur IV | 2 ⁄3′ |
| 40.            | Posaune   | 16′   |
| 41.            | Trompete  | 8′    |
| 42.            | Clairon   | 4′    |

- Koppeln: I/II, III/II, I/P, II/P, III/P

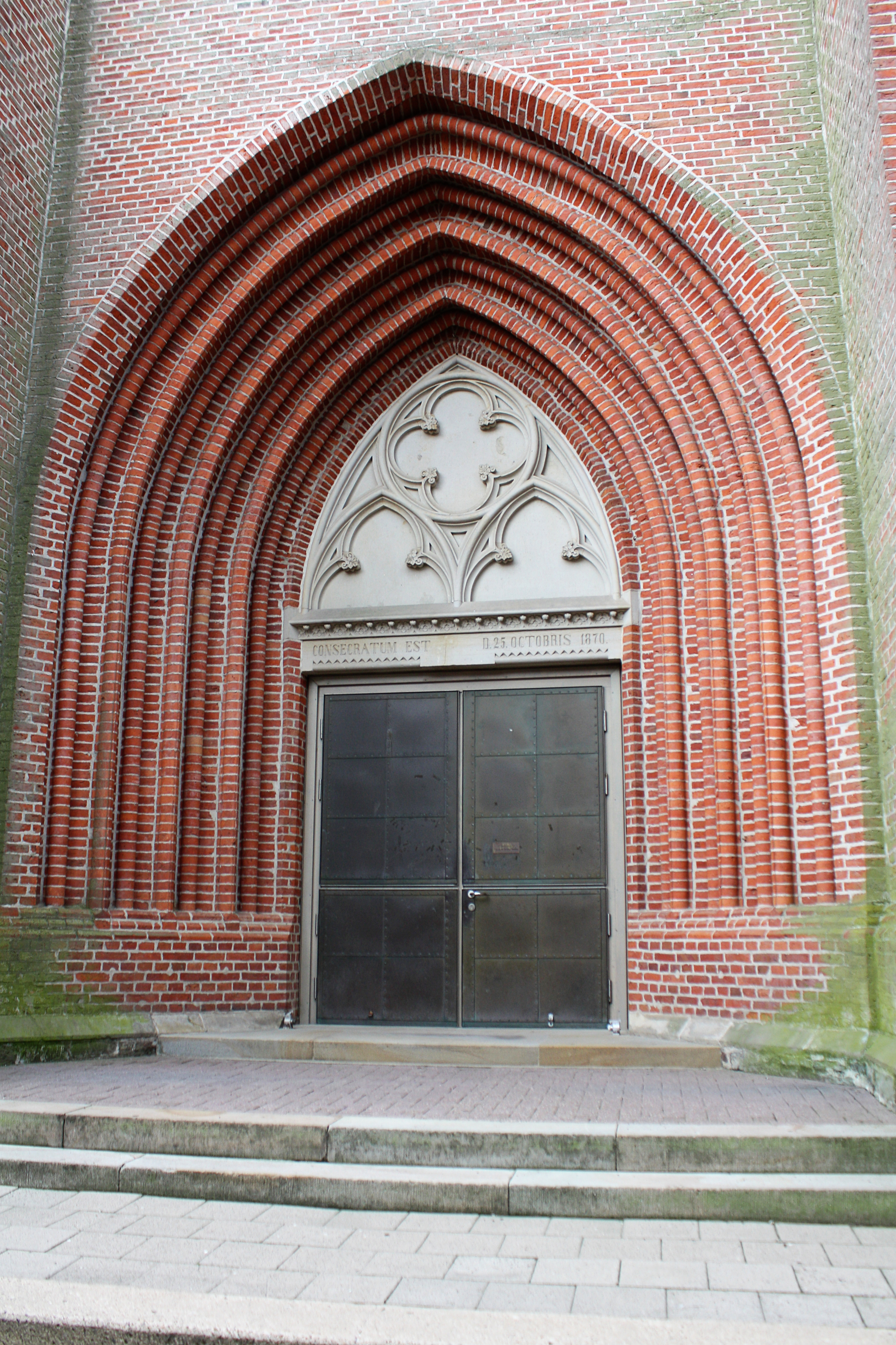
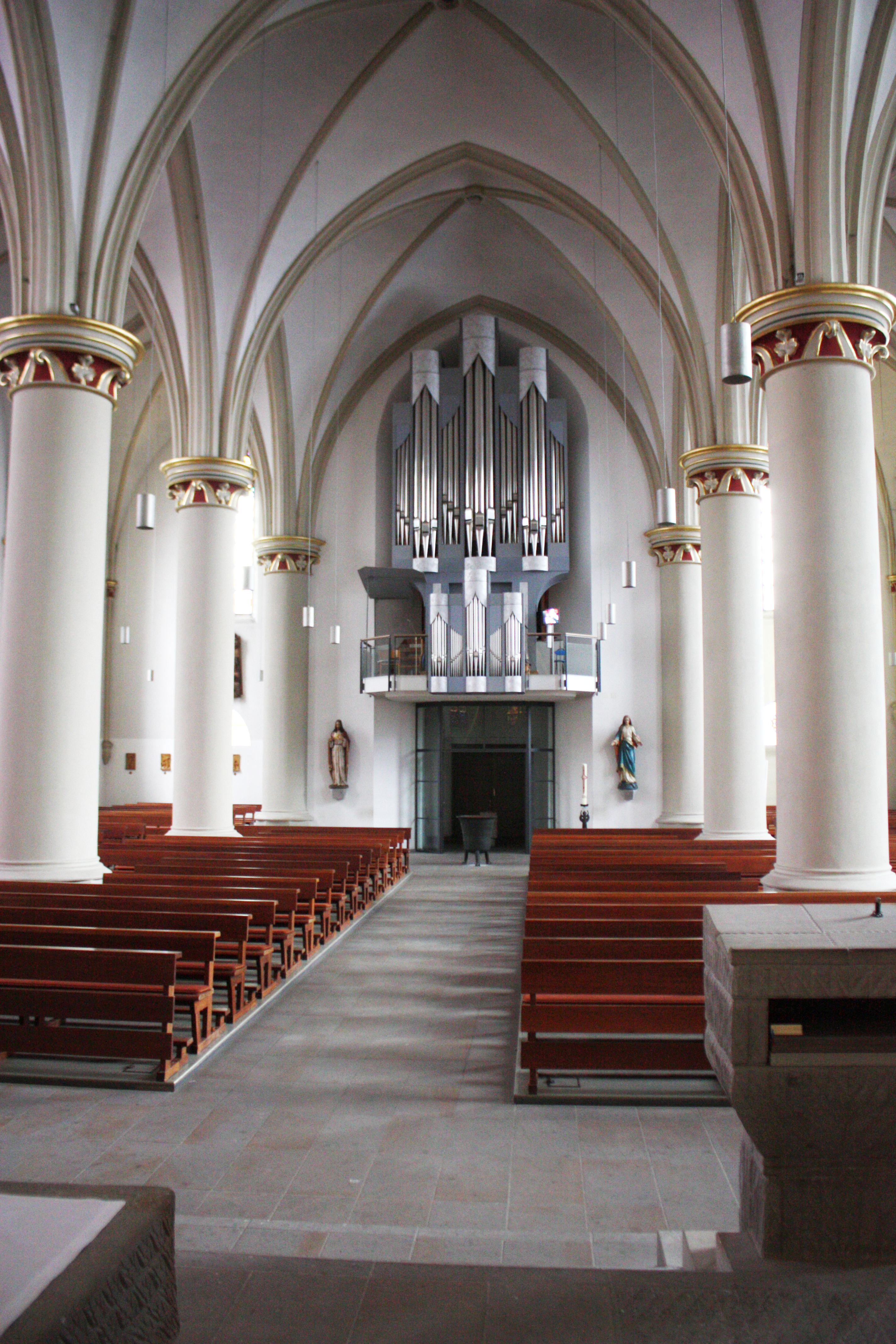
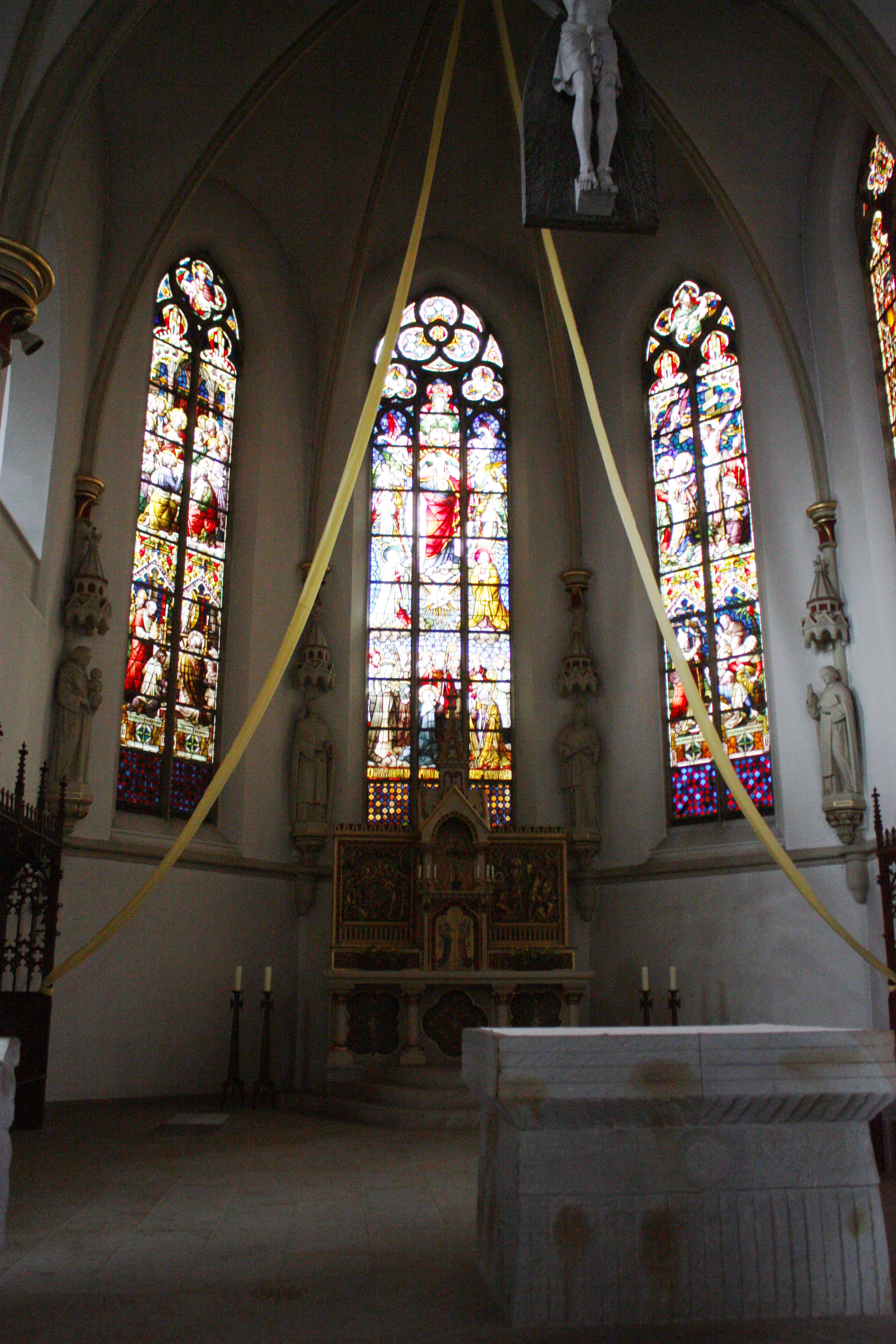
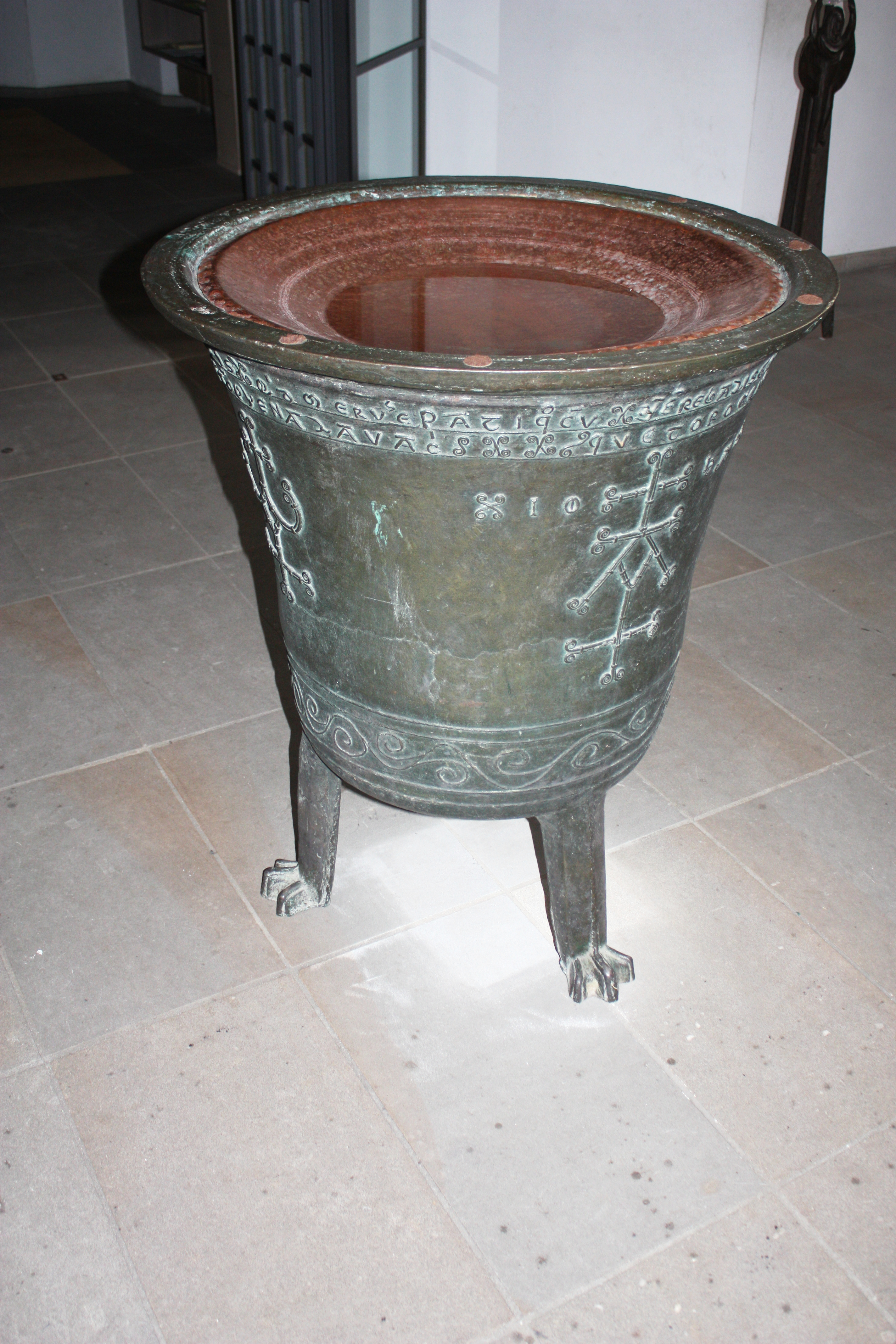

## Kirchgemeinde
Die katholische Kirchgemeinde St. Anna Twistringen hat einen Ortsausschuss, seitdem die vier Gemeinden des ehemaligen Gemeindeverbundes eine Pfarrei bilden. Sie hat u. a. Gruppen wie „Jung und Alt und mittendrin!“, Bibelkreise, ein Café, einen Freundeskreis, eine Kolpingfamilie, einen Jugend- und Kinderkreis, einen Kreis für Kirchenmusik, einen Jugendchor und einen Kirchen- bzw. Dekanats-Chor. Sie unterhält die katholischen Friedhöfe in Twistringen und Marhorst.